# Torre del Greco
Torre del Greco är en ort och kommun i storstadsregionen Neapel, innan 2015 provinsen Neapel, i regionen Kampanien i Italien. Kommunen hade 85 332 invånare (2017).